# Fire Down Under
Fire Down Under —en español: Bajo el fuego— es el tercer álbum de estudio de la banda estadounidense de heavy metal Riot, lanzado en 1981 por Elektra Records en los EE. UU. y por Victor Entertainment en Japón.  Este es el último disco en el que participa el vocalista original del grupo Guy Speranza.

## Grabación y publicación
Al igual que los dos álbumes anteriores, Fire Under Down fue grabado en el Greene St. Recording —antes Big Apple Recording Studio— entre noviembre y diciembre de 1980.  Fue publicado originalmente el 9 de febrero de 1981.

## Recepción
Pese a que sus dos primeros discos no lograron atraer la atención del público, Fire Down Under si lo consiguió y logró alcanzar el lugar 99.º del Billboard 200 en 1981.

## Crítica
El crítico de Allmusic Jason Anderson mencionó en su reseña que «Fire Down Under es incuestionablemente el mejor disco de Riot y que es considerado por muchos un clásico del metal de principios de los años 80's». Respecto al contenido del álbum, Anderson dice que las canciones son fuertes y memorables, las guitarras son brillantes y que la producción es diestra y agresiva. Sin embargo, también critica la baja intensidad de los temas de la segunda mitad del disco, pues según el mismo crítico, «Fire Down Under inicia con un gran poder». Jason Anderson le otorgó una calificación de 4.5 estrellas de cinco posibles y concluyó diciendo que «esta publicación califica como uno de los mejores álbumes de metal de 1981 y que es la única grabación de Riot que puede competir con grupos de la talla de Judas Priest, Iron Maiden y Def Leppard.

## Reediciones
En 1997, 1999 y 2011 se relanzó Fire Down Under por parte de High Vaultage y Metal Blade Records en Alemania y en Estados Unidos respectivamente, pero se diferencian entre sí.  Las de 1997 y 2011 contienen cinco temas adicionales que no habían sido publicados anteriormente, mientras que la reedición de 1999 sólo enlista dos melodías extra: «Misty Morning Rain» y «You're All I Needed Tonight».

## Lista de canciones

### Versión original de 1981

#### Cara A
| Side one |                       |                                           |                       |          |  |
| N.º      | Título                | Escritor(es)                              | Traducción al español | Duración |  |
| 1.       | «Swords and Tequila»  | Mark Reale / Guy Speranza                 | «Espadas y tequila»   | 3:18     |  |
| 2.       | «Fire Down Under»     | Guy Speranza                              | «Bajo el fuego»       | 2:31     |  |
| 3.       | «Feel the Same»       | Rick Ventura                              | «Sentir lo mismo»     | 4:52     |  |
| 4.       | «Outlaw»              | Reale / Speranza                          | «Forajido»            | 4:20     |  |
| 5.       | «Don't Bring Me Down» | Reale / Speranza / Ventura / Sandy Slavin | «No me deprimas»      | 2:59     |  |

#### Cara B
| Side one |                     |                                                  |                       |          |  |
| N.º      | Título              | Escritor(es)                                     | Traducción al español | Duración |  |
| 6.       | «Don't Hold Back»   | Reale / Speranza                                 | «No te contengas»     | 3:14     |  |
| 7.       | «Altar of the King» | Reale / Speranza                                 | «Altar del rey»       | 4:44     |  |
| 8.       | «No Lies»           | Rick Ventura                                     | «No mentiras»         | 4:18     |  |
| 9.       | «Run for Your Life» | Reale / Speranza                                 | «Huye por tu vida»    | 3:16     |  |
| 10.      | «Flashbacks»        | Reale / Speranza / Ventura / Slavin / Kip Leming | «Escenas pasadas»     | 4:32     |  |
| 37:15    |                     |                                                  |                       |          |  |

### Reediciones de 1997 y 2011
| Side one |                             |                    |                                          |          |  |
| N.º      | Título                      | Escritor(es)       | Traducción al español                    | Duración |  |
| 11.      | «Struck by Lightning»       | Reale / Speranza   | «Golpeado por un rayo»                   | 3:39     |  |
| 12.      | «Misty Morning Rain»        | Guy Speranza       | «Lluvia en una mañana brumosa»           | 3:09     |  |
| 13.      | «You're All I Need Tonight» | Speranza / Ventura | «Eres todo lo que necesitaba esta noche» | 2:59     |  |
| 14.      | «One Step Closer»           | Rick Ventura       | «Un paso más cerca»                      | 2:12     |  |
| 15.      | «Hot Life»                  | Rick Ventura       | «Vida ardiente»                          | 0:25     |  |
| 49:39    |                             |                    |                                          |          |  |

### Reedición de 1999
| Side one |                               |                    |                                          |          |  |
| N.º      | Título                        | Escritor(es)       | Traducción al español                    | Duración |  |
| 11.      | «Misty Morning Rain»          | Guy Speranza       | «Lluvia en una mañana brumosa»           | 3:09     |  |
| 12.      | «You're All I Needed Tonight» | Speranza / Ventura | «Eres todo lo que necesitaba esta noche» | 2:59     |  |
| 43:23    |                               |                    |                                          |          |  |

## Créditos

### Riot
- Guy Speranza — voz
- Mark Reale — guitarra líder
- Rick Ventura — guitarra rítmica
- Kip Leming — bajo
- Sandy Slavin — batería

### Personal de producción
- Steve Loeb — productor
- Billy Arnell — productor
- Michael Rubenstein — encargado del estudio
- Rod Rui — ingeniero de sonido y mezclador
- Erik Block — ingeniero asistente
- Bill Able — ingeniero asistente
- Paul Stevens — ingeniero asistente
- Howie Weinberg — masterización
- Steve Weiss — arte de portada

## Listas
| Año  | País           | Lista         | Posición máxima |
| ---- | -------------- | ------------- | --------------- |
| 1981 | Estados Unidos | Billboard 200 | 99.º            |